# Pompiliu Macovei
Pompiliu Alexandru Macovei (* 13. Mai 1911 in Buzău, Kreis Buzău; † 2. Mai 2008 in Bukarest) war ein rumänischer Politiker der Rumänischen Kommunistischen Partei PCR (Partidul Comunist Român) und Diplomat, der unter anderem zwischen 1965 und 1971 Präsident des Staatlichen Komitees für Kultur und Kunst (Comitetul de Stat pentru Cultură și Artă) sowie zwischen 1971 und 1979 Ständiger Vertreter bei der UNESCO im Range eines Botschafters war.

## Leben
Pompiliu Alexandru Macovei absolvierte ein Studium am Institut für Architektur „Ion Mincu“ in Bukarest, welches er 1939 beendete. Während des Studiums war er zwischen 1936 und 1937 als Zeichner im Rathaus von Bukarest sowie 1938 als Architektpraktikant für das Innenministerium tätig, eher 1939 als Präparator an der Fakultät für Architektur tätig war. Er arbeitete 1941 als Architekt für das Propagandaministerium und wurde im Januar 1945 Mitglied der damaligen Kommunistischen Partei Rumäniens PCdR (Partidul Comunist din Romania) sowie Sekretär der Jugendorganisation Tineretului Progresist. Er übernahm 1946 die Funktion als stellvertretender Generalsekretär der Vereinigung zur Stärkung der Beziehungen zur Sowjetunion ARLUS (Asociația Română pentru strângerea Legăturilor cu Uniunea Sovietică) und wurde im November 1952 Chefarchitekt der Stadtverwaltung von Bukarest. Nachdem er am 27. Januar 1958 Botschaftsrat an der Auslandsvertretung in Frankreich war, fungierte er zwischen dem 20. Oktober 1960 und dem 24. Dezember 1962 als außerordentlicher Gesandter und bevollmächtigter Minister in Italien und wurde nach seiner Rückkehr am 10. Januar 1963 stellvertretender Außenminister. Auf dem Neunter Parteitag der PCR (19. bis 24. Juli 1965) wurde er Kandidat des ZK der PCR und behielt diese Funktion bis zum Zehnten Parteitag der PCR (6. bis 12. August 1969).
Am 21. August 1965 übernahm Macovei im Kabinett Maurer III das Amt als Präsident des Staatlichen Komitees für Kultur und Kunst (Comitetul de Stat pentru Cultură și Artă) im Range eines Ministers und bekleidete dieses auch im Kabinett Maurer IV (9. Dezember 1967 bis 12. März 1969) sowie vom 12. März 1969 bis zu seiner Ablösung durch Dumitru Popescu am 15. Juli 1971 auch im Kabinett Maurer V. Er wurde am 20. November 1966 auch Mitglied der Großen Nationalversammlung (Marea Adunare Națională) und vertrat in dieser bis 1969 zunächst den Wahlkreis Nr. 1 Oradea-Nord im Kreischgebiet (Crișana) sowie im Anschluss zwischen 1969 und 1975 den Wahlkreis Nr. 15 Beiuș im Kreis Bihor. Er wurde auf dem Zehnten Parteitag der PCR (6. bis 12. August 1969) zum Mitglied des ZK gewählt und gehörte diesem Gremium bis zum Elften Parteitag der PCR (24. bis 27. November 1974) an. Er wurde am 4. November 1971 Ständiger Vertreter bei der UNESCO im Range eines Botschafters und verblieb auf diesem diplomatischen Posten in Paris bis zu seiner Ablösung durch Corneliu Mănescu am 2. März 1979. 1979 übernahm er noch eine Professur am Institut für Architektur „Ion Mincu“.